# Eutreptiella eupharyngea
Eutreptiella eupharyngea (Ø.Moestrup & R.E.Norris, 1986), secondo una classificazione filogenetica  è una specie del supergruppo Excavata appartentente alla famiglia Eutreptiaceae.

## Caratteristiche
Eutreptiella eupharyngea è stata ritrovata per la prima volta in USA e Danimarca.
Successivi ritrovamenti sono avvenuti nel Mar Baltico, Olanda, Svezia, Mar del Giappone (Russia),
Alcune ricerche hanno mostrato che E. eupharyngea non é una specie fototrofa obbligata, bensì é perlomeno auxotrofica o anche mixotrofa..